# Lenoircyclus

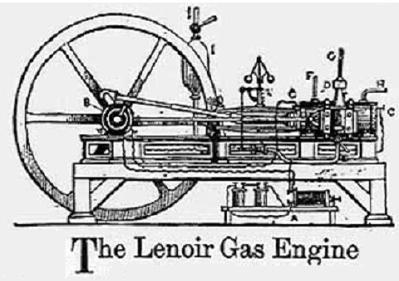
Lenoirs verbrandingsmotor van 1860

De lenoircyclus is een geïdealiseerd kringproces vaak gebruikt als thermodynamisch model om een pulserende straalmotor te construeren. Een en ander is gebaseerd op de werking van een verbrandingsmotor gepatenteerd door Étienne Lenoir in 1860. Deze motor wordt vaak beschouwd als de eerste commercieel geproduceerde motor met inwendige verbranding. De afwezigheid van compressie leidt tot lagere thermische rendementen dan de bekendere otto- en dieselcycli.